# Александар Цариградски
Александар Цариградски (живео у периоду од 237—244. до 337.) бије епископ Византа и први Цариградски патријарх. Учествовао је на Првом васељенском сабору у Никеји као заменик престарелог патријарха Митрофана.
У црквени списима помиње се као хороепископ патријарха Митрофану, кога је након његове смрти наследио. У његово име предствљао је Цариградску архиепископију на Првом васељенском сабору. Као заменик и представник патријарха на Сабору, Александар се са великом ревношћу борио за очување православне вере, а против Аријеве јереси.
Као патријарх цариградски осим аријанизма или је и сталне нападе грчких филозофа који су протестовали цару Констатнтину против њега, тврдећи да је одбацио древну веру отаца, и законе римске и грчке, а примио нову веру и нове законе, што ће нанети штету царству.
Позната је његова препирка са филозофима коју је сам цар Константин организовао. Током препирке успео је да многе убеди у истинитост храшћанске вере, па и самог цара.
Умро је у својој деведесет и осмој години. Наследио га је свети Павле Цариградски.